# Margrit Twellmann
Margrit Twellmann, auch Twellmann-Schepp, (* 24. Juli 1930 in München; † 30. März 2013 in Gießen) war eine deutsche Wissenschaftlerin, Dozentin und Pionierin der deutschen Frauengeschichtsforschung, noch bevor die Beschäftigung mit der Geschichte der organisierten Frauenbewegung des 19. und beginnenden 20. Jahrhunderts... Fahrt aufnahm.

## Leben und Wirken
Sie erblickte als Margrit Schepp in München das Licht der Welt. Nach dem frühen Tod des Vaters übersiedelte die Mutter mit ihrer Tochter nach Gießen. In letztgenannter Stadt legte Schepp 1951 das Abitur ab und heiratete noch im selben Jahr. Aus der Ehe gingen zwei Kinder hervor, Friedrich Wilhelm (der früh verstarb) und Beatrice. Nach der Scheidung studierte die alleinerziehende Mutter in Marburg Geschichte, Anglistik und Politik.  Das Studium schloss sie 1961 mit der wissenschaftlichen Prüfung für den Höheren Schuldienst ab. Zwei Jahre später erfolgte das zweite Staatsexamen. Anschließend arbeitete sie als wissenschaftliche Kraft am Seminar für wissenschaftliche Politik der Philipps-Universität Marburg, unter der Leitung von Wolfgang Abendroth, der sie ermutigte über die deutsche Frauenbewegung zu promovieren. Im Jahre 1967 legte Twellmann ihre Dissertation  vor. Ihr Titel: Die Deutsche Frauenbewegung. Ihre Anfänge und erste Entwicklung 1843 - 1889. Die Arbeit erschien 1972 zusammen mit einem umfangreichen Quellenband. Eigentlich wollte Twellmann zuerst die Frauenemanzipation in Politik und Literatur der deutschen liberalen Parteien untersuchen. Aus folgenden Gründen entschied sich die Promovendin für die genannte Abhandlung:
Doch nach Einsicht in die entsprechende Literatur wurde der Schwerpunkt der Arbeit von den liberalen Parteien auf die aus dem liberalen Gedankengut erwachsende bürgerliche Frauenbewegung verlagert, da die Liberalen, befangen in der herkömmlichen Vorstellungswelt, keineswegs als Verfechter des Emanzipationsgedanken auftraten, sondern unter dem Druck vor allem wirtschaftlicher und sozialer Verhältnisse höchstens zu Zugeständnissen bereit waren. Von Ausnahmen abgesehen, schenkten sie aus eigenem Antrieb der bürgerlichen Frauenbewegung nur begrenzte Beachtung, und ihre Haltung gegenüber manchen Forderungen der Frauenbewegung unterschied sich oft nur durch eine Nuance in der Formulierung von der der Konservativen oder Klerikalen. Im Gegensatz zur proletarischen  Frauenbewegung, der die Genossen (wenn auch oft nur widerwillig) zur Seite standen, war die bürgerliche Frauenbewegung auf sich selbst gestellt, sie allein war Trägerin des gesamten Geschehens, auf das die Liberalen auf der anderen Seite in einer Reihe mit den üblichen Parteien reagierten – oder es auch unterließen. – Aus diesen Gründen empfahl es sich, die bürgerliche Frauenbewegung in den Mittelpunkt der Betrachtung zu stellen und die Haltung der liberalen Parteien als Teil der 'Umwelt' der bürgerlichen Frauenbewegung zu berücksichtigen.
Nach ihrer Promotion gab Twellmann die Assistentinnenstelle an der Universität Marburg auf und ging in den Schuldienst, da sie sichere und geordnete Verhältnisse suchte.  Sie unterrichtete (u. a. Englisch) bis zu ihrer Pensionierung an der Aliceschule in Gießen, einer berufsbildenden Ausbildungsstätte. Eine ehemalige Schülerin Twellmanns berichtete über ihre Lehrerin:
Frau Dr. Twellmann war ein Mensch, der den Studierenden mit sehr viel Wertschätzung und Begeisterung für ihr Fach gegenüber getreten ist. Sie war niemals überheblich und immer sehr zugewandt, wenn sie uns im Unterricht immer persönlich mit 'Miss' und 'Mister' ansprach. Gleichzeitig wirkte sie immer engagiert.
Ein besonderes Verdienst Twellmanns war die Wiederentdeckung zweier bedeutender, jedoch in Vergessenheit geratener Frauen, die bis zum Zweiten Weltkrieg zu den prominenten Vertreterinnen der radikalen Frauenbewegung zählten und als Pazifistinnen international bekannt waren: Lida Gustava Heymann und Dr. jur. Anita Augspurg, die beide 1943 im Züricher Exil verstorben waren. Über ihre Intention die Memoiren der beiden Feministinnen zu veröffentlichen, schrieb Twellmann:
Die vorliegenden Memoiren tragen in ihrer komprimierten Form wesentlich dazu bei, eine erhebliche Wissens- und Informationslücke in dem Bereich der radikalen bürgerlichen Frauenbewegung und der politischen Frauenaktivität in der 'Internationalen Frauenliga für Frieden und Freiheit' zu schließen. Denn bis heute existieren so gut wie keine umfassenden Abhandlungen über die deutsche bürgerliche Frauenbewegung, die den linken 'radikalen' Flügel auch nur berücksichtigen, geschweige denn in seiner vollen Bedeutung werten und würdigen.
Twellmanns Nachlass ging in die Stiftung Archiv der deutschen Frauenbewegung in Kassel über.

## Werke
- Die Deutsche Frauenbewegung. Ihre Anfänge und erste Entwicklung 1843 - 1889, Meisenheim am Glan 1972
- Die Deutsche Frauenbewegung. Ihre Anfänge und erste Entwicklung. Quellen 1843 - 1889, Meisenheim am Glan 1972
- Erlebtes - Erschautes. Deutsche Frauen kämpfen für Freiheit, Recht und Frieden 1850-1940, Meisenheim am Glan 1972